# Colegio de San Sebastián (Málaga)

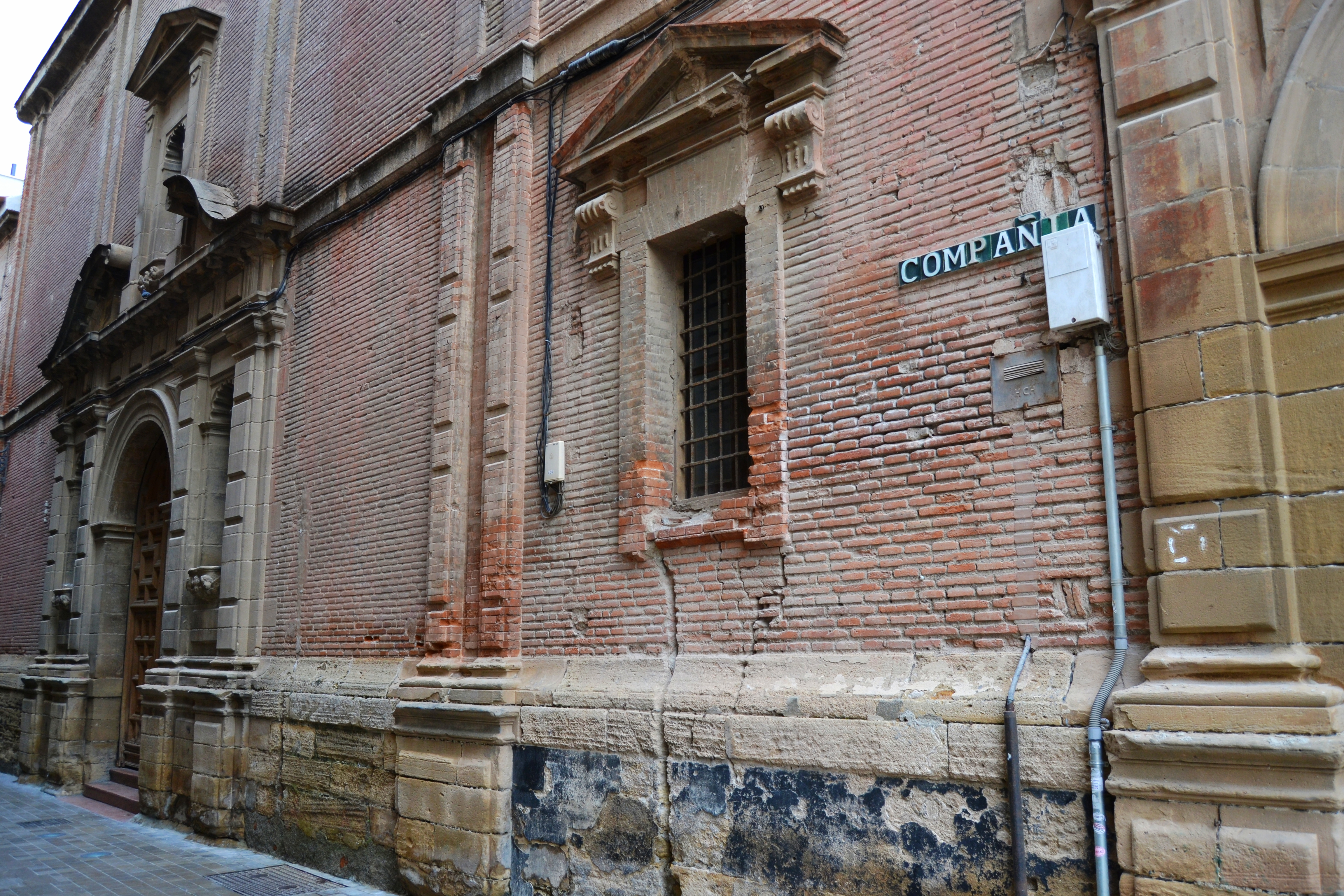
Vista de la Calle Compañía, Málaga, mostrando el edificio histórico del colegio de San Sebastián.

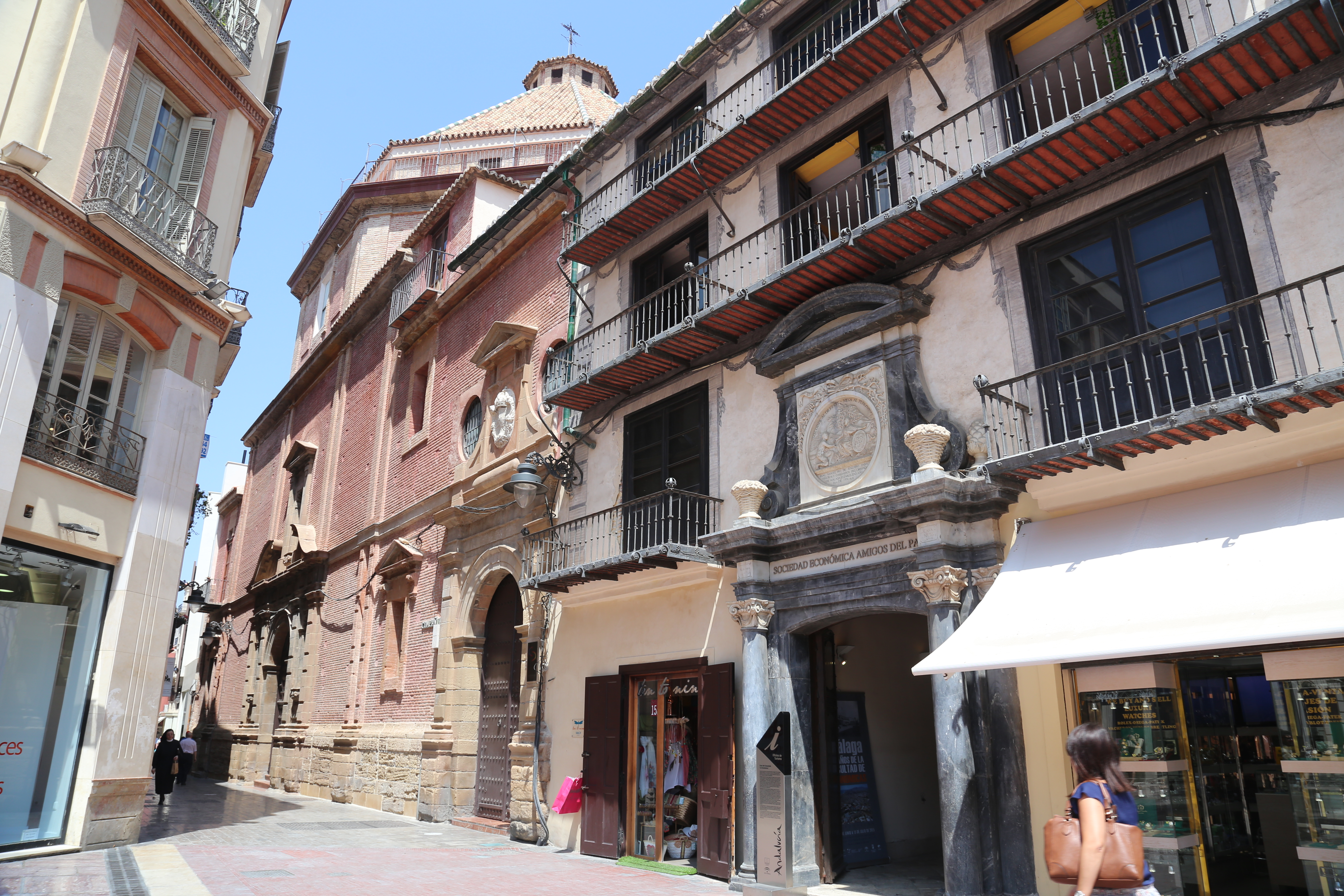
Vista del conjunto, incluyendo el Ateneo de Málaga y la iglesia del Santo Cristo.

El colegio de San Sebastián fue un centro educativo de la Compañía de Jesús en Málaga, que estuvo en funcionamiento desde su fundación en 1572 hasta la expulsión de los jesuitas de España en 1767. El colegio, situado en la Calle Compañía, cerca de la Plaza de la Constitución, está ocupado actualmente por el Ateneo de Málaga, el CEIP "Prácticas N-1" y la Sociedad Económica de Amigos del País de Málaga. El colegio usó como capilla lo que en la actualidad es la iglesia del Santo Cristo de la Salud. El conjunto fue declarado Bien de Interés Cultural (con la categoría de Monumento) en 2016.
Entre 1619 y 1623, fue rector del colegio el Padre Martín de Roa SJ. Este jesuita detalló la fundación del colegio en dos de sus obras: en "Málaga. Su fundación, su antigüedad eclesiástica y seglar" de 1622, y en "Historia de la Compañía de Jesús de la Provincia de Andalucía".

## Historia
En los comienzos de la historia de la Compañía de Jesús, y debido al prestigio que los sacerdotes de esta orden iban adquiriendo, se recibían solicitudes de colaboración desde distintas partes del mundo católico. Tal fue el caso de don Francisco Blanco Salcedo, obispo de Málaga. La fundación del centro recibió la aprobación de Francisco de Borja, general de la Compañía, y fue diseñado por los jesuitas Giuseppe Valeriano y Juan Bautista Villalpando.
Al tiempo que se ampliaba el edificio hasta corresponder con lo que es visible en la actualidad, se decidió erigir una iglesia anexa que le sirviera de capilla. Ésta fue proyectada por el jesuita Pedro Pérez, y se corresponde con lo que hoy es la iglesia del Santo Cristo.
En este centro se abarcaban desde las primeras enseñanzas hasta las universitarias (Filosofía y Teología), sirviendo además de base a la comunidad jesuita instalada en él para su actividad pastoral habitual.
En 1767, la expulsión de la Compañía decretada por Carlos III tiene como efecto el cierre del centro educativo. La orden será suprimida por el papa en 1773, y restaurada en 1814. Los jesuitas volverán a tener un colegio en Málaga con la fundación del Colegio San Estanislao de Kostka.